# Roeselia satoi
Roeselia satoi är en fjärilsart som beskrevs av Inoue 1970. Roeselia satoi ingår i släktet Roeselia och familjen trågspinnare. Inga underarter finns listade.